# Concattedrale di Miranda do Douro
La concattedrale di Santa Maria (in portoghese: Sé Catedral de Miranda) è la chiesa principale di Miranda do Douro, in Portogallo, e concattedrale della diocesi di Braganza-Miranda.

## Storia
La costruzione della nuova cattedrale è iniziata il 24 maggio 1552 con una solenne cerimonia ed è durata fino alla fine del secolo. 
Il progetto è degli architetti Gonçalo de Torralva e Miguel de Arruda. Nel 1566 il vescovo António Pinheiro ha consacrato l'altare.
La cattedrale è stata classificata quale "Monumento Nazionale del Portogallo" per decreto n. 136 del 23 giugno 1910.